# آلران (فیلم ۱۹۱۸)
آلران (انگلیسی: Alraune) فیلمی در ژانر ترسناک به کارگردانی مایکل کورتیز است که در سال ۱۹۱۸ منتشر شد.